# Malmskillnadsgatan
Malmskillnadsgatan est une rue longue de 650 mètres située dans le quartier de Norrmalm, à Stockholm, en Suède. 
Elle s'étend au nord de la place Brunkebergstorg sur Hamngatan; traverse Mäster Samuelsgatan, Oxtorgsgatan puis passe sur le Malmskillnadsbron près de Kungsgatan avant de couper Brunnsgatan et David Bagares gata. La rue se termine à Johannes plan près de Döbelnsgatan.

## Histoire
À la fin de la dernière période glaciaire, la calotte glaciaire qui se retire a laissé plusieurs crêtes remplies de sable et de gravier. Ces crêtes sont appelées malmar (chant. Malm) en suédois. Dans la partie centre-nord de Stockholm, le Brunkebergsåsen, divisait le district de Norrmalm en parties orientale et occidentale, Östermalm et Västermalm, et Malmskillnadsgatan est une rue qui passe au sommet de la crête.
Apparaissant pour la première fois dans des documents du XVIIe siècle, le nom Malmskillnaden désignait sans doute une sorte de route passant sur la crête du Brunkeberg, une éventualité masquée par l’apparition du nom Skillnadsgatan ("La différence / Rue de divergence"). La rue elle-même apparaît pour la première fois sur une carte datée de 1640, détaillant le développement prévu de Norrmalm, mais en raison des travaux d'excavation requis, Malmskillnadsgatan devait rester impraticable pendant un certain temps. À la fin du XVIIe siècle, une rue appelée Malm skillnadz gatun s’étend au nord de Brunkebergstorg à Oxtorget, où une colline de sable la séparait de ce qui est aujourd’hui sa partie nord. Au cours des années 1710, la rue était enfin unie, comme le montre une carte datée de 1733.
En association avec le réaménagement du centre-ville de Stockholm après la guerre, la zone résidentielle située au sud de la rue a été transformée en quartier des affaires, isolé du quartier commerçant environnant.
Au cours des années 1970 et 1980, Malmskillnadsgatan (avec Artillerigatan dans le district d'Östermalm) était un site traditionnel de prostitution de rue à Stockholm), son emplacement isolé étant complètement abandonné après les heures de bureau.

## Bâtiments remarquables et autres structures
|                                                                            |  |  |
| Malmskillnadsgatan en 1946 et en 2008 avec Kungstornen au fond de l'image. |  |  |

| No    | Nom                           | Année de construction |
| ----- | ----------------------------- | --------------------- |
| 1-7   | Banque de Suède               | 1974                  |
| 9     | Kulturhuset                   | 1971-76               |
| 11-21 | Skandinaviska Enskilda Banken | 1965                  |
| 23-25 | Nordea                        | 1965                  |
| 39    | Centrumhuset                  | 1931                  |
| 46-48 | Ingenjörshuset                | 1964                  |
| 50    | Södra Kungstornet             | 1925                  |
|       | Malmskillnadsbron             | 1911                  |
|       | Malmskillnadstrappan          | 1932                  |
| 52    | Norra Kungstornet             | 1924                  |
| 64    | Johannes fire station         | 1877                  |